# Eois multiplicata
Eois multiplicata là một loài bướm đêm trong họ Geometridae.